# 살찐코가시쥐
살찐코가시쥐(Maxomys inflatus)는 쥐과에 속하는 설치류의 일종이다. 인도네시아에서만 발견된다.

## 특징
꼬리 길이 143~190mm를 제외한 몸길이가 160~193mm가 보통 크기의 설치류로 발 길이는 37~43mm, 귀 길이는 22~25mm이다. 털은 짧고 가시 같다. 등 쪽은 황갈색을 가시같은 강모가 섞여 있다. 배 쪽은 희끄무레한 색을 띤다. 꼬리는 몸길이보다 짧다. 꼬리 윗면은 짙은 색이지만 아랫면은 밝은 색을 띤다.

## 생태
땅 위에서 주로 생활하는 육상성 동물이다.

## 분포 및 서식지
수마트라섬 서부 산악지대의 토착종이다. 해발 900m와 1,500m 사이의 열대 상록수임에서 서식한다.